# Corriente de Leeuwin

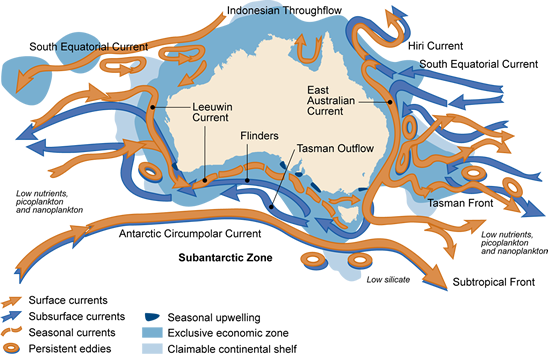
diagrama de las corrientes oceánicas que rodean a Australia

La corriente de Leeuwin es una corriente oceánica cálida que fluye hacia el este cerca de la costa occidental de Australia. Rodea el cabo Leeuwin para entrar en las aguas al sur de Australia donde su influencia se extiende hasta Tasmania. La corriente australiana del Oeste y la Contra-Corriente australiana meridional, que son producidas por la corriente Circumpolar Antártica en el océano Índico meridional y en Tasmania, respectivamente, fluyen en dirección opuesta, produciendo uno de los más interesantes sistemas de corrientes oceánicos del mundo. 
Su fuerza varía a través del año; es más débil durante los meses de verano (invierno en Europa) de noviembre a marzo cuando los vientos tienden a soplar fuertemente desde el suroeste hacia el norte. El mayor flujo es en el otoño y el invierno (de marzo a noviembre) cuando los vientos opuestos son más débiles. La evaporación de la corriente de Leeuwin durante este período contribuye en gran medida a la lluvia en la región suroeste de Australia Occidental. 
Típicamente la velocidad de la corriente de Leeuwin y sus remolinos es de alrededor de 1 nudo (50 cm/s), aunque son normales velocidades de dos nudos (1 m/s), y la mayor velocidad registrada por una boya seguida por satélite fueron 3,5 nudos a la hora (6,5 km/h). La corriente de Leeuwin es poco profunda para un gran sistema de corriente, por estándares globales, siendo de unos 300 metros de profundidad, y que en lo alto de una Contra-Corriente dirección norte llamada la Contra-Corriente (o "corriente subyacente") de Leeuwin.

## Para saber más
- (1996) Scientists identify a counter current known as the Capes Current flowing against the Leeuwin Current Western fisheries, Winter 1996, p. 44-45
- Greig, M. A. (1986)	The "Warreen" sections : temperatures, salinities, densities and steric heights in the Leeuwin Current, Western Australia, 1947-1950  Hobart : Commonwealth Scientific and Industrial Research Organisation Marine Research Laboratories, Report / CSIRO Marine Laboratories, 0725-4598 ; 175. ISBN 0-643-03656-3
- Pearce, Alan (2000) "Lumps" in the Leeuwin Current and rock lobster settlement. Western fisheries magazine, Winter 2000, p. 47-49